# Linke Guerillabewegung im Iran
Mehrere Gruppierungen der Linken Guerillabewegung im Iran wollten ab 1971 den Sturz von Schah Mohammad Reza Pahlavi mit Waffengewalt herbeiführen. Die einzelnen Gruppen der Bewegung unterschieden sich zwar in ihren ideologischen Ausrichtungen, waren sich aber darin einig, dass der Schah nur mit Waffengewalt gestürzt werden könne. Ihre Hauptaktivitäten entfalteten die Gruppen in den Jahren 1971 bis 1975 und im Jahr 1978.
Obwohl die Führer der Guerillabewegung nicht zum engeren Führungskreis der Islamischen Revolution zählten, gilt es inzwischen als gesichert, dass es vier überwiegend marxistische und islamistisch-sozialistische Guerillaorganisationen waren, nämlich die Volksfedajin, die pro-Tudeh Fedajin-e Munscheb, die Volksmodschahedin und die Marxistischen Modschahedin (Peykar), die mit ihrer Beteiligung an den Straßenkämpfen vom 9. bis 11. Februar 1979 „dem Regime den Todesstoß versetzten“.

## Hintergrund
Nach Ervand Abrahamian lässt sich die Guerillabewegung in fünf Gruppen einteilen:
1. die Sazman'i Mudschahedin-i Chalq-i Iran bekannt als Volksmodschahedin;
2. die marxistische Abspaltung der Modschahedin bekannt als Marxistische Modschahedin oder Peykar;
3. die Sazaman-i Tscherikha-yi Feda'i Chalq-i Iran, Organisation der Volksfedajin-Guerilla Iran abgekürzt marxistische Fedajin;
4. kleinere islamistische Gruppierungen mit lediglich lokaler Bedeutung, wie die Gorueh-i Abu Zarr (Abu-Zarr-Gruppe) in Nahavand, Gorueh-i Schi'iyan-i Rasin (Wahre Schiitengruppe) in Hamadan, Gorueh-i Allah Akbar (Allah Akbar Group) in Isfahan, Goreueh-i al-Fajar (Al-Fajar Group) in Zahedan;
5. kleinere marxistische Gruppierungen, wie die unabhängigen Gruppen Sazman-i Azadibachschhi-i Chalscha-yi (Organisation zur Befreiung des iranischen Volkes) und die Gorueh-i Luristan

Die Guerillagruppierungen formierten sich vor allem, weil die Tudeh-Partei als Massenorganisation aufgrund der intensiven Repressionen von Seiten des Staatsapparates keine politisch Durchschlagskraft im Iran entwickeln konnte. Guerillabewegungen angeführt von Mao Tse Tung, General Vo Nguyen Giap und Che Guevara galten hingegen als erfolgreiche Organisationsform des „bewaffneten politischen Kampfes.“ Nach diesen teilweise historischen Vorbildern bildete sich im Iran ein breites Spektrum an Guerillagruppierungen. Die iranische Guerillabewegung wollte nach Abrahamian durch „heroische Aktionen den Terror der Regierung brechen“. 

Da die iranische Bevölkerung der Guerillabewegung weitgehend ablehnend gegenüberstand, war der Erfolg der Bewegung zunächst gering. Ervand Abrahamian schreibt: 

„In einer Situation, in der es keine enge Verbindung zwischen den revolutionären Intellektuellen und den Massen gibt, sind wir nicht wie der Fisch im Wasser, sondern eher wie isolierte, von Krokodilen bedrohte Fische. Terror, Repression und das Fehlen demokratischer Strukturen haben die Bildung von Parteien der Arbeiterklasse verhindert. Um unsere Schwäche zu Überwinden und um die Bevölkerung zu Aktionen zu bewegen, müssen wir zum bewaffneten Kampf übergehen. …“

Die Mitglieder der Guerillabewegung rekrutierten sich überwiegend aus der gebildeten Mittelschicht. Von den von 1971 bis 1977 getöteten Guerilleros stammten über 90 % aus dem akademischen Umfeld.

## Terroristische Aktivitäten
Als Beginn des Guerillakrieges im Iran gilt der am 8. Februar 1971 erfolgte Angriff auf ein Polizeirevier in Siahkal am Kaspischen Meer. Guerilleros ermordeten drei Polizisten, um zwei zuvor verhaftete Mitglieder der Bewegung zu befreien. Bei der folgenden Schießerei kamen neun Mitglieder der Guerillabewegung ums Leben und zwölf wurden verwundet.
Zwischen 1973 und 1975 wurden drei US-Oberste, ein iranischer General, ein iranischer Sergeant und ein iranischer Übersetzer, der für die Botschaft der Vereinigten Staaten arbeitete, von Guerillagruppen ermordet. Im Januar 1976 wurden 11 Mitglieder der Guerillabewegung, denen die Beteiligung an diesen Morden zur Last gelegt worden war, zum Tode verurteilt und hingerichtet.
Nach 1975 gerieten die Guerillagruppierungen wegen politischer Spaltungen und der verstärkten Verfolgung durch die Regierung ins politische Abseits:
- Die Führungskräfte der Volksmudschahedin diskutierten ausführlich, ob sie den bewaffneten Kampf einstellen oder fortsetzen sollten. Zu beobachten war, dass die terroristische Aktivität ab Juni 1978 zurückging.
- Die Führung der Organisation der Volksfedajin-Guerilla Iran war nach den Verhaftungen und Hinrichtungen von 1976 weitgehend zerschlagen. Die Organisation konnte zunächst nur noch kleinere Aktionen durchführen, um ihren politischen Sympathisanten zu signalisieren, dass es die Gruppe noch gab. Ihre Stärke wurde auf einige wenige Dutzend Mitglieder geschätzt. Die Führung der Gruppierung hatte erklärt, dass es im Iran an den Bedingungen für eine Revolution fehle.

Mit der Zunahme der Aktivitäten islamistischer Gruppierungen im Jahr 1978 wuchs auch wieder die Mitgliederzahl der Guerillabewegung. Für Dezember 1978 werden ein halbes dutzend terroristische Anschläge gezählt, im Januar 1979 sind es dann bereits ein dutzend Anschläge.

## Die Islamische Revolution
Mit den massiven Demonstrationen im Jahr 1978 und der Rückkehr von Oppositionellen aus dem Ausland wuchs der Druck auf die Sicherheitskräfte im Iran. Die Mitgliederzahlen der Guerillagruppierungen nahmen wieder zu. Die Guerilleros verlegten sich im Verlaufe des Jahres 1978 vor allem auf die Ermordung iranischer Militärs und Polizisten, die Organisation gewalttätiger Demonstrationen, Brandanschläge, bewaffnete Angriffe auf Sicherheitskräfte usw. Fedayin und Modschaheds konnten im Laufe des Jahres 1978 eine Vielzahl von jungen Frauen und Männern rekrutieren, die sowohl an den gewalttätigen Ausschreitungen im Zuge der Demonstrationen wie an terroristischen Aktionen teilnahmen.
Die andauernden Gewaltakte im Jahr 1978 hinterließen bei der Bevölkerung ein Gefühl der Unsicherheit und Bedrohung, das zu einer allgemeinen Destabilisierung der Sicherheitslage im Iran führte. Vor allem die übertriebene Darstellung der Zahlen der bei den Gewaltakten umgekommenen Demonstranten, die den Sicherheitskräften angelastet wurden, dienten als Beleg für die „Brutalität der Sicherheitskräfte“, wobei die „Brutalität der Guerillerabewegung“ mehr und mehr in den Hintergrund trat und später völlig ausgeblendet wurde. 
Nach der Islamischen Revolution wurden die Volksmodschahedin vom neuen islamischen Regime verfolgt und ins Exil in den Irak gedrängt. Die Modschahedin kämpften dann im Iran-Irak-Krieg auf der Seite der Iraker. Die marxistisch orientierten Fedajin-Gruppierungen wurden ebenso wie die Modschahedin verfolgt und setzen ihren Kampf gegen die Islamische Republik Iran bis heute fort. Eine weitere Gruppierung bildete sich nach der Islamischen Revolution durch Abspaltungen von der Fedajin-Bewegung. So entstand 1994 die Union der Volksfedajin-Iran als Splittergruppe der Organisation der Volksfedajin Iran (Mehrheit).
Die islamischen Fedayin-Gruppierungen hatten bei der Machtverteilung im Zuge der Islamischen Revolution mehr Erfolg. Sie bildeten den Kern der Sicherheitskräfte der neu entstehenden Islamischen Republik Iran.

## Guerillagruppierungen des Iran
- Volksmodschahedin
- Peykar
- Organisation der Volksfedajin-Guerilla Iran
- Volksfedajin-Guerilla Iran (Ashraf Dehghani)
- Organisation der Fedajin (Minderheit)
- Union der Volksfedajin Iran
- Komalah